# 基本平面 (橢圓星系)
基本平面相關於正常橢圓星系的有效半徑、平均表面亮度和中心速度瀰散度，這三個參數中的任何一個都可以從另外兩個來估計，而它們共同描述在三度空間中屬於它們內部的一個平面。

## 動機研究
星系的許多特徵都有關聯性。例如，一如人們所預期的，一個亮度較高的星系，會有較大的有效半徑。當在不知道一個星系的距離時，這些有用的相關性（像是中心速度瀰散性-在星系中心譜線的都卜勒寬度）可以與屬性相關聯，像是亮度，只有在距離已知的星系可以確定。利用這種關聯性，可以測量星系的距離，而這是天文學的一個艱鉅難題。

## 相關性
下列的關聯性是來自對橢圓星系的經驗： 
- 越大的星系，有效的面亮度越黯淡。數學的說法是：{\displaystyle R_{e}\propto \langle I\rangle _{e}^{-0.83\pm 0.08}} (Djorgovski & Davis 1987)，此處 {\displaystyle R_{e}}是有效半徑，{\displaystyle \langle I\rangle _{e}}相較於{\displaystyle R_{e}}的平均表面亮度。
- 當{\displaystyle L_{e}=\pi \langle I\rangle _{e}R_{e}^{2}}，我們可以替代以前的相關性並且看到{\displaystyle L_{e}\propto \langle I\rangle _{e}\langle I\rangle _{e}^{-1.66}}，因此：{\displaystyle \langle I\rangle _{e}\sim L^{-3/2}}意味著越明亮的橢圓有著越低的表面亮度。
- 越明亮的橢圓星系有越大的新速度瀰散度，這稱為法貝爾-傑克遜關係（Faber & Jackson 1976）。分析如下：{\displaystyle L_{e}\sim \sigma _{o}^{4}}，這類似於螺旋星系的塔利-費舍爾關係。
- 如果中心的速度瀰散性相關於發光亮度和有效半徑，那麼中心速度瀰散性與有效半徑呈現正相關。

## 有效的
當在三度空間{\displaystyle \left(\log R_{e},\langle I\rangle _{e},\log \sigma \right)}描述{\displaystyle \log \,R_{e}}相對於{\displaystyle 0.26\,(\langle I\rangle _{e}/\mu _{B})+\log \sigma _{o}}是非常務實與有用的。通過這種測算的回歸線性方程式為：
{\displaystyle \log R_{e}=0.36\,(\langle I\rangle _{e}/\mu _{B})+1.4\,\log \sigma _{o}}
因此通過測良表面亮度和速度瀰散性（兩者都和觀測者和光源的距離無關）這兩個物理量，可以估計星系的有效半徑（使用Kpc為測量單位）。當知道有效半徑的線性大小，並可以測量角大小，就可以利用小角度近似很容易地測量出星ˋ與觀測者的距離。

## 變數
早期使用基本平面{\displaystyle D_{n}-\sigma _{o}}的相關性，經由下式給出：
{\displaystyle {\frac {D_{n}}{\text{kpc}}}=2.05\,\left({\frac {\sigma }{100\,{\text{km}}/{\text{s}}}}\right)^{1.33}}
這是由Dressler等人確認的（1987年）。此處{\displaystyle D_{n}}是在平均表面亮度是{\displaystyle 20.75\mu _{B}}的直徑內。這種關係在星系之間有15%的擴散性。i

## 註解
Diffuse dwarf ellipticals do not lie on the fundamental plane as shown by Kormendy顯示迷散性的矮橢圓星系沒有基本平面 (1987)。Gudehus (1991) 發現比{\displaystyle M_{V}=-23.04}亮的星系在一個平面上，而比這個值，{\displaystyle M'}，暗的星系在另一個平面上。這兩個平面的交角大約為11度。